# Дживан
Дживан (хорв. Đivan) — населений пункт у Хорватії, у Загребській жупанії у складі міста Врбовець.

## Населення
Населення за даними перепису 2011 року становило 32 осіб.
Динаміка чисельності населення поселення:

## Клімат
Середня річна температура становить 10,65 °C, середня максимальна – 25,60 °C, а середня мінімальна – -6,64 °C. Середня річна кількість опадів – 819 мм.
| Клімат поселення                              | Клімат поселення | Клімат поселення | Клімат поселення | Клімат поселення | Клімат поселення | Клімат поселення | Клімат поселення | Клімат поселення | Клімат поселення | Клімат поселення | Клімат поселення | Клімат поселення | Клімат поселення |
| Показник                                      | Січ.             | Лют.             | Бер.             | Квіт.            | Трав.            | Черв.            | Лип.             | Серп.            | Вер.             | Жовт.            | Лист.            | Груд.            |                  |
| Середній максимум, °C                         | 6,21             | 8,46             | 13,04            | 17,18            | 22,34            | 25,60            | 24,88            | 24,25            | 20,10            | 14,85            | 9,16             | 4,91             |                  |
| Середня температура, °C                       | −0,2             | 2,00             | 6,61             | 10,76            | 15,91            | 19,18            | 20,77            | 20,13            | 16,00            | 10,74            | 5,04             | 0,81             |                  |
| Середній мінімум, °C                          | −6,64            | −4,39            | 0,20             | 4,33             | 9,50             | 12,76            | 16,65            | 16,02            | 11,88            | 6,62             | 0,92             | −3,31            |                  |
| Норма опадів, мм                              | 45               | 44               | 52               | 62               | 74               | 90               | 76               | 78               | 77               | 79               | 81               | 61               |                  |
| Середньомісячна швидкість вітру, м/с          | 2.00             | 2.20             | 2.60             | 2.50             | 2.30             | 2.10             | 2.00             | 1.80             | 1.90             | 1.90             | 2.00             | 2.00             |                  |
| Середньомісячна сонячна радіація, кДж/м²·день | 4061             | 6846             | 10601            | 15042            | 19243            | 21209            | 22039            | 19188            | 14129            | 8697             | 4528             | 3293             |                  |
| --------------------------------------------- | ---------------- | ---------------- | ---------------- | ---------------- | ---------------- | ---------------- | ---------------- | ---------------- | ---------------- | ---------------- | ---------------- | ---------------- | ---------------- |
| Джерело:                                      |                  |                  |                  |                  |                  |                  |                  |                  |                  |                  |                  |                  |                  |